# Lingua dongxiang
La lingua Dongxiang (东乡语) o Santa è una lingua appartenente alla Famiglia linguistica delle  Lingue mongoliche, parlata nel Sud-Ovest della provincia di Gansu, in Cina da circa 200.000 persone appartenenti al popolo Dongxiang, di cui circa 80.000 sono monolinguisti. L'etnia conta 540.000 persone (Dati del 2007).

## Fonologia

### Vocali
|        | Anteriore | Centrale | Posteriore |
| ------ | --------- | -------- | ---------- |
| Chiusa | i         |          | ɯ u        |
| Media  | e         | ə ɚ      | o          |
| Aperta |           | a        |            |

- Allofoni:

Le Vocali, in fine di sillaba, davanti a  /-n/ sono nasalizzate. La séquenza /-on/ in fine di parola è uaŋ. La /-n/, in fine di parola è [ŋ] :
antan, (o) è pronunciata [ãntʰ bãŋ]
haron, (dieci) è pronunciata [haruãŋ]
La Vocale [o] può essere pronunciata  [u] oppure [o] :
osɯ è pronunciata [uosɨ]

### Consonanti
|             |             | Bilabiale | Dentale | Laterale | Retroflessa | Palatale | Alv.-palat. | Velare | Uvulare | Glottale |
| ----------- | ----------- | --------- | ------- | -------- | ----------- | -------- | ----------- | ------ | ------- | -------- |
| Occlusiva   | Sorda       | b         | d       |          |             |          |             | g      | ɢ       |          |
| Occlusiva   | Aspirata    | p         | t       |          |             |          |             | k      | q       |          |
| Fricativa   | Sorda       | f         | s       |          | ʂ           |          | ɕ           | x      |         | h        |
| Fricativa   | Sonora      |           |         |          |             |          |             | ɣ      |         |          |
| Affricata   | Sordas      |           | dz      |          | dʐ          |          | dʑ          |        |         |          |
| Affricata   | Aspirata    |           | ts      |          | tʂ          |          | tɕ          |        |         |          |
| Nasale      | Nasale      | m         | n       |          |             |          |             |        |         |          |
| Liquida     | Liquida     |           | r       | l        |             |          |             |        |         |          |
| Semi-Vocale | Semi-Vocale | w         |         |          |             | j        |             |        |         |          |

## Morfologia

### Numerali
I numerali da uno a dieci del dongxiang sono d'origine mongola:
|    | Italiano | Mongolo    | Dongxiang |
| -- | -------- | ---------- | --------- |
| 1  | Uno      | Nigen      | Niy       |
| 2  | Due      | Qoyar      | Ghua      |
| 3  | Tre      | Ghurban    | Ghuran    |
| 4  | Quattro  | Dorben     | Jierang   |
| 5  | Cinque   | Tabun      | Tawun     |
| 6  | Sei      | Jirghughan | Jirghun   |
| 7  | Sette    | Dologhan   | Dolon     |
| 8  | Otto     | Naiman     | Naiman    |
| 9  | Nove     | Yisun      | Yysun     |
| 10 | Dieci    | Arban      | Haron     |